# Ronald Rhoads
Ronald Duane Rhoads (ur. 7 września 1933 w Long Beach) – amerykański kolarz.
Reprezentant Stanów Zjednoczonych na Letnich Igrzyskach Olimpijskich 1952 w Helsinkach. Na igrzyskach uczestniczył w wyścigu indywidualnym ze startu wspólnego, w którym nie ukończył wyścigu.
Jego brat David również był kolarzem, olimpijczykiem z 1952 i 1956.